# Way Down South

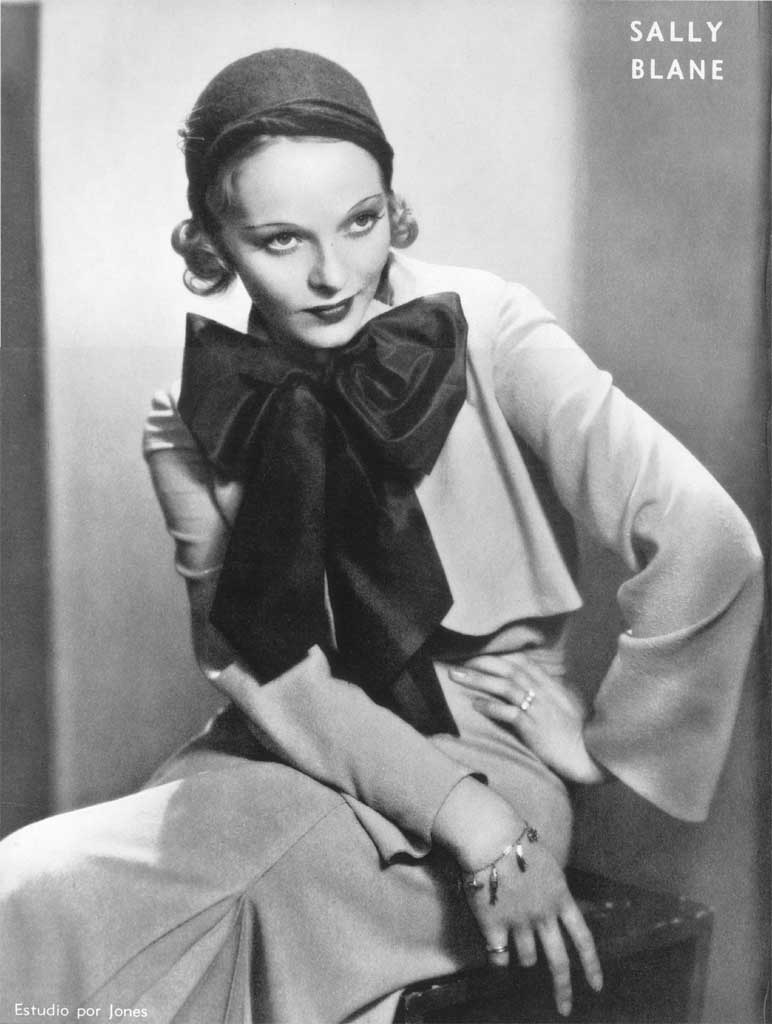
Sally Blane, aqui em foto promocional, era irmã das também atrizes Loretta, Polly Ann e Georgina Young. Após brilhar em filmes B das décadas de 1920 e de 1930, ela foi gradativamente abandonando as telas, após casamento com o diretor Norman Foster em 1937.

Way Down South é um filme estadunidense de 1939, do gênero drama musical, dirigido por Bernard Vorhaus e estrelado por Bobby Breen e Alan Mowbray. Longe dos ambientes que costumava trilhar, agora o soprano infantil Breen aventura-se pela Louisiana às vésperas da Guerra Civil. Ainda que sem grandes avanços artísticos, o resultado foi superior às suas investidas anteriores. O estranhamento fica por conta do tratamento dado à escravidão, vista de forma simpática e potencialmente prazerosa, em um roteiro escrito justamente por um militante afro-americano, Clarence Muse, e um poeta ativista também negro, Langston Hughes.
A dupla de roteiristas escreveu ainda duas canções, Louisiana e Good Ground, apresentadas em meio a vários spirituals de domínio público.
Victor Young compôs a trilha sonora, indicada ao Oscar pela Academia.

## Sinopse
O menino Timothy herda fazenda na Louisiana pré-Guerra Civil e tem de enfrentar o advogado Martin Dill, cruel testamenteiro que maltrata os escravos e tenciona despojar Timothy de sua herança. Timothy recebe a ajuda do taberneiro Jacques Bouton e busca assistência do juiz Louis Ravenal.

## Premiações
| Prêmio | Categoria            | Situação |
| ------ | -------------------- | -------- |
| Oscar  | Melhor Trilha Sonora | Indicado |

## Elenco
| Ator/Atriz        | Personagem         |
| ----------------- | ------------------ |
| Bobby Breen       | Timothy Reid Jr.   |
| Alan Mowbray      | Jacques Bouton     |
| Ralph Morgan      | Timothy Reid, pai  |
| Steffi Duna       | Pauline Dubini     |
| Clarence Muse     | Tio Caton          |
| Sally Blane       | Claire Bouton      |
| Edwin Maxwell     | Martin Dill        |
| Charles Middleton | Cass, o capataz    |
| Robert Greig      | Juiz Louis Ravenal |
| Lillian Yarbo     | Janie              |
| Stymie Beard      | Gumbo              |